# ويليام مونتجومري (سياسي)
ويليام مونتجومري (بالإنجليزية: William Montgomery)‏ هو محامي وسياسي أمريكي، ولد في 11 أبريل 1818، وتوفي في 28 أبريل 1870 بواشنطن في الولايات المتحدة. حزبياً، نشط في الحزب الديمقراطي. وقد انتخب عضو مجلس النواب الأمريكي.